# 라우니온주 (엘살바도르)

라우니온 주의 위치

라우니온주(스페인어: La Unión)는 엘살바도르 동부에 위치한 주로 주도는 라우니온이며 면적은 2,074km2, 인구는 263,271명(2013년 기준)이다. 18개 지방 자치체를 관할한다.